# Полудниця
Полу́дниця — персонаж слов'янської міфології, жіночий дух, що з'являється в полудень і карає тих, хто в цей час працюють; втілення сонячного удару. Характерна як східним, так і західним слов'янам.

## Образ і заняття
Полудниця — жіночий персонаж, найчастіше в подобі старої жінки чи вихора. Чехи уявляли полудницю одягненою в біле чи червоне. Поставала як потворна стара жінка з розпатланим волоссям, копитами, вкрита лусками, або як дівчинка з батогом. За уявленнями поляків, на спині полудниця носить мішок, в який кидає викрадених дітей. У руках зазвичай тримала палицю, головешку чи серп, якими мучила своїх жертв. У російських переказах вона озброєна сковорідкою, має вирячені очі. Її могли супроводжувати семеро чорних собак. Місце проживання полудниці — поле, хоча жителі Полісся приписували їй мешкання в лісі, а сибіряки — в очереті чи в кропиві.
За польськими віруваннями, полудниці — це душі жінок, які померли напередодні чи під час весілля, чи незабаром після весілля. Або ж полудницями стають дітовбивці, крадії чужої землі.
Загальне заняття полудниць — карати тих, хто працюють у полі в полудень. Людям, яких вони зустрічали на полі, загадували загадки, які неможливо відгадати, і за відповідями вирішували вбити чи скалічити своїх жертв. Також душили женців, які спали в полі, викрадали дітей, які гралися на краю поля, покидали дім чи крали плоди. Часом били по ногах тих, хто їм не вклоняється. В Україні, на Житомирщині, вірили, що полудниця змушує людину блукати по лісу в полудень.
Лужичани, проте, наділяли полудницю і корисними функціями. Вони вважали, що полудниця крім того охороняє поле від злодіїв, косить поле замість людей; вірили, що хто насміхатиметься з потворної полудниці, тому вона нашле виразки, але хто її похвалить або щось подарує — отримає від полудниці нескінченний клубок пряжі. Як охоронниця полів, вона могла випробовувати женців, розпитуючи їх як ростити збіжжя, та карала тих, хто не давали правильної відповіді.
Захист від полудниць полягав у тому, щоб благословити себе, тільки-но полудницю стане видно. На Житомирщині радили сісти чи лягти та прочитати молитву, щоб полудниця перестала збивати з дороги.

## У мистецтві

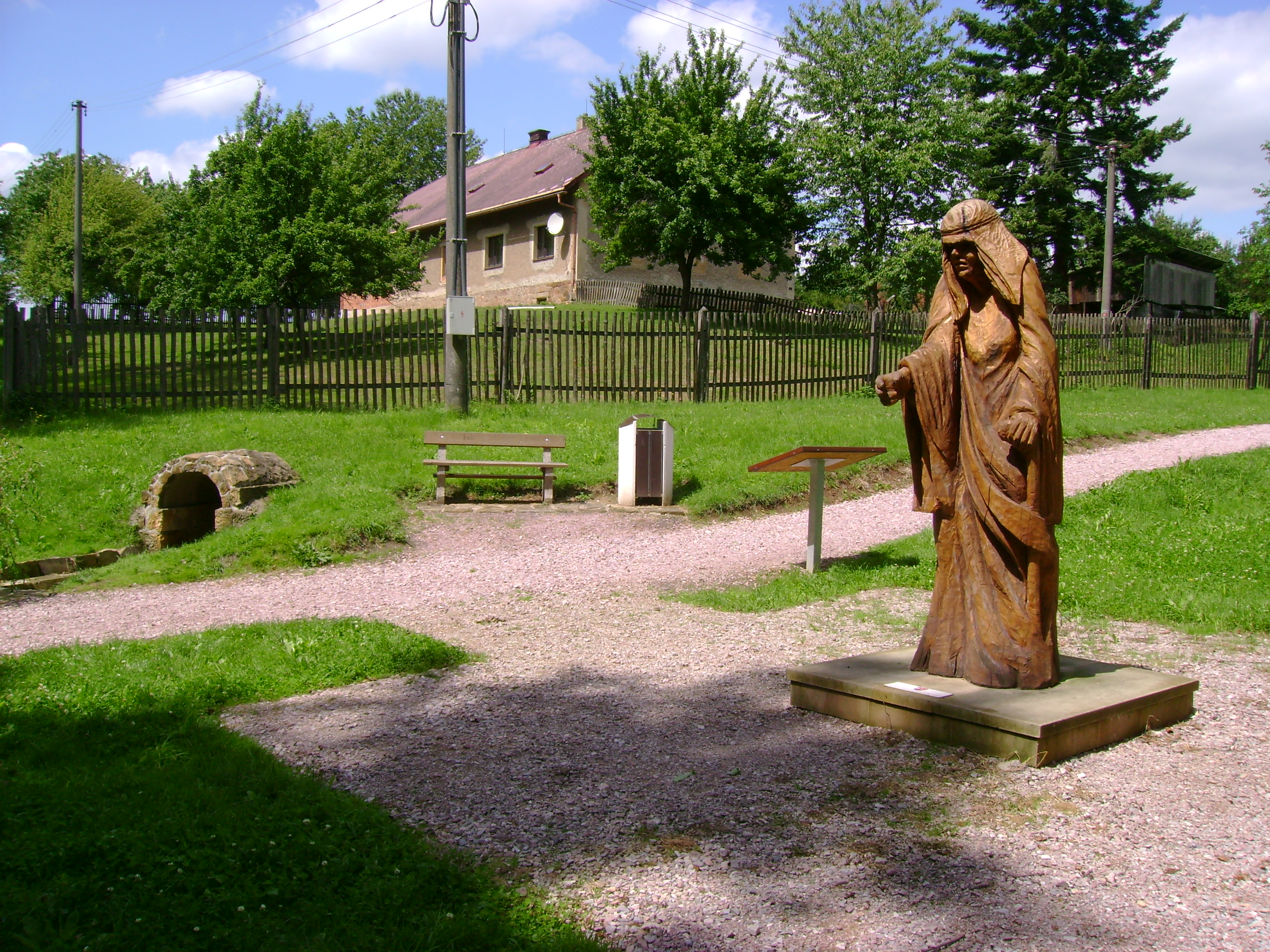
Скульптура полудниці в Мілетині, Чехія

### Музика
Чеський поет Карел Ербен у баладі «Polednice» (1834) описав як полудниця душить прокляту матір'ю малу дитину. Антонін Дворжак написав за мотивами балади симфонічну поему «Polednice» (1896).

### Кінематограф
- «Букет» (Kytice, 2000) — чеська екранізація низки творів Карела Ербена, зокрема балади «Polednice»[21].
- «Полудниця» (Polednice, 2016) — чеський фільм жахів за мотивами балади Ербена[22].

## Назви на честь полудниці
- Полудниця — гряда на планеті Венера. Назву затверджено в 1997 році[23].